# L'argine
L'argine è un film del 1938 diretto da Corrado D'Errico.

## Trama
Zvanì è un umile traghettatore che vive nella campagna ravennate. Una notte dà ospitalità a una bella sconosciuta rimasta bloccata per un incidente d'auto e se ne innamora. Sicuro di poterla rintracciare, lascia la sua terra, la sua famiglia e la fidanzata e va a Roma. Grazie ad un suo compaesano che ha fatto fortuna in America e gestisce il Cigno Nero, un lussuoso ristorante, trova lavoro come fisarmonicista, ma la fidanzata, con la complicità del titolare del locale, riesce a convincere Zvanì a lasciar perdere la sconosciuta, per la quale era solo un capriccio, a tornare a casa e a farsi sposare.

## Produzione
Poche scene furono girate in esterni (circa 15 minuti), fra Sant'Alberto e la pineta intorno a San Vitale. Il resto della pellicola fu girato negli studi cinematografici della Titanus alla Farnesina. Oltre al commento musicale, il maestro Balilla Pratella creò appositamente dei canti dialettali per la parte "romagnola". Le canzoni della parte "romana" invece furono composte da Amedeo Escobar e eseguite dal Trio Lescano.

## Accoglienza
La pellicola, nelle intenzioni del regista e della produzione, doveva essere un melodramma strappalacrime, un film popolare e regionale, sull'esempio dei film girati a Napoli. Il tentativo fu fallimentare, giacché nella storia vengono usati i più vieti luoghi comuni per caratterizzare un romagnolo: cacciatore incallito con stivali, casacca di velluto e doppietta, accanito bevitore di sangiovese, donnaiolo impenitente, sempre pronto a cantare in coro canti popolari o a suonare il liscio alla fisarmonica. Ancor più improbabile risulta l'ambientazione romana nella seconda parte del film, con il Cigno Nero, ristorante di lusso esageratamente sfarzoso negli arredi in stile hollywoodiano. Non c'è traccia di recensione positiva nella stampa dell'epoca; il film infatti incassò meno di quanto speso per realizzarlo.